# لوسیو بالا
لوسندیله پریرا دا سیلوا (به پرتغالی: Lucenilde Pereira da Silva) هافبک اهل برزیل است که در شهر الورادا و در تاریخ ۱۴ ژانویهٔ ۱۹۷۵ به دنیا آمده‌است.
لوسندیله پریرا دا سیلوا در تیم‌های فوتبال فلامینگو سابقهٔ حضور دارد.